# سی‌سی‌جی‌اس برنت
سی‌سی‌جی‌اس برنت (به انگلیسی: CCGS Brant) یک کشتی بود که طول آن ۱۲۵ فوت (۳۸ متر) بود. این کشتی در سال ۱۹۲۸ ساخته شد.